# Massenträger
Massenträger ist ein weinbaukundlicher Fachausdruck für Rebsorten, die regelmäßig sehr hohe Traubenerträge bringen können.
Wie bei allen Kulturpflanzen gibt es eine klare Beziehung von der Quantität zur Qualität. Das gilbt besonders für die Weinrebe. In der Regel liefern sehr hohe Erträge nur mittelmäßige Qualität. Üblicherweise werden für die Produktion von einfachen Weinen gut tragende großtraubige Rebsorten verwendet, um eine ausreichende Kostendeckung zu erreichen. Die Weine von Massenträgersorten sind meist ärmer an Extrakt und werden als dünn und leer empfunden.
Für Massenträger kann keine bestimmte Ertragshöhe und Sorte angegeben werden, da diese von vielen Faktoren, Pflegemaßnahmen und Jahresschwankungen beeinflusst wird. Es gibt Sorten die von der genetischen Eigenschaft her immer niedrige und andere relativ hohe Erträge bringen. Das schließt aber nicht aus, dass mit diesen Sorten ausgezeichnete Qualität erzeugt werden kann. Der Winzer muss wissen welche Qualität er mit einer bestimmten Sorte auf einer bestimmten Lage erreichen kann bzw. ob er diese auch erreichen will. Er muss abstimmen, mit welchen Pflegemaßnahmen dies im Produktionsjahr erreicht werden kann. Das ist von Betrieb zu Betrieb und Gebiet und Land und Jahr sehr unterschiedlich.
Bis Mitte des vorigen Jahrhunderts waren gut tragende Rebsorten sehr wichtig. Es stand bis dahin die Menge, wegen Mangel an Wein, im Vordergrund. Bis in die zweite Hälfte des 19. Jahrhunderts war in Europa die Rebsorte Weißer Heunisch und seine Typen (ein Massenträger) stark verbreitet. Die Sorte hat sich schon sehr früh, ausgehend wahrscheinlich vom Kaukasus, in Europa verbreitet. Sie brachte regelmäßig hohe und sichere Erträge und war sehr anspruchslos. Außerdem gab es bis in die zweite Hälfte des 19. Jahrhunderts noch keine Reblaus, Peronospora und Echten Mehltau. Die Sorte Heunisch wurde in der Folge, mangels ausreichender Qualität, von qualitativ besseren Rebsorten verdrängt und hat heute keine Bedeutung mehr. Ihren genetischen Anteil hat sie durch natürliche Kreuzung in vielen heute sehr bedeutungsvollen Rebsorten, hinterlassen.

## Mengenregulierung

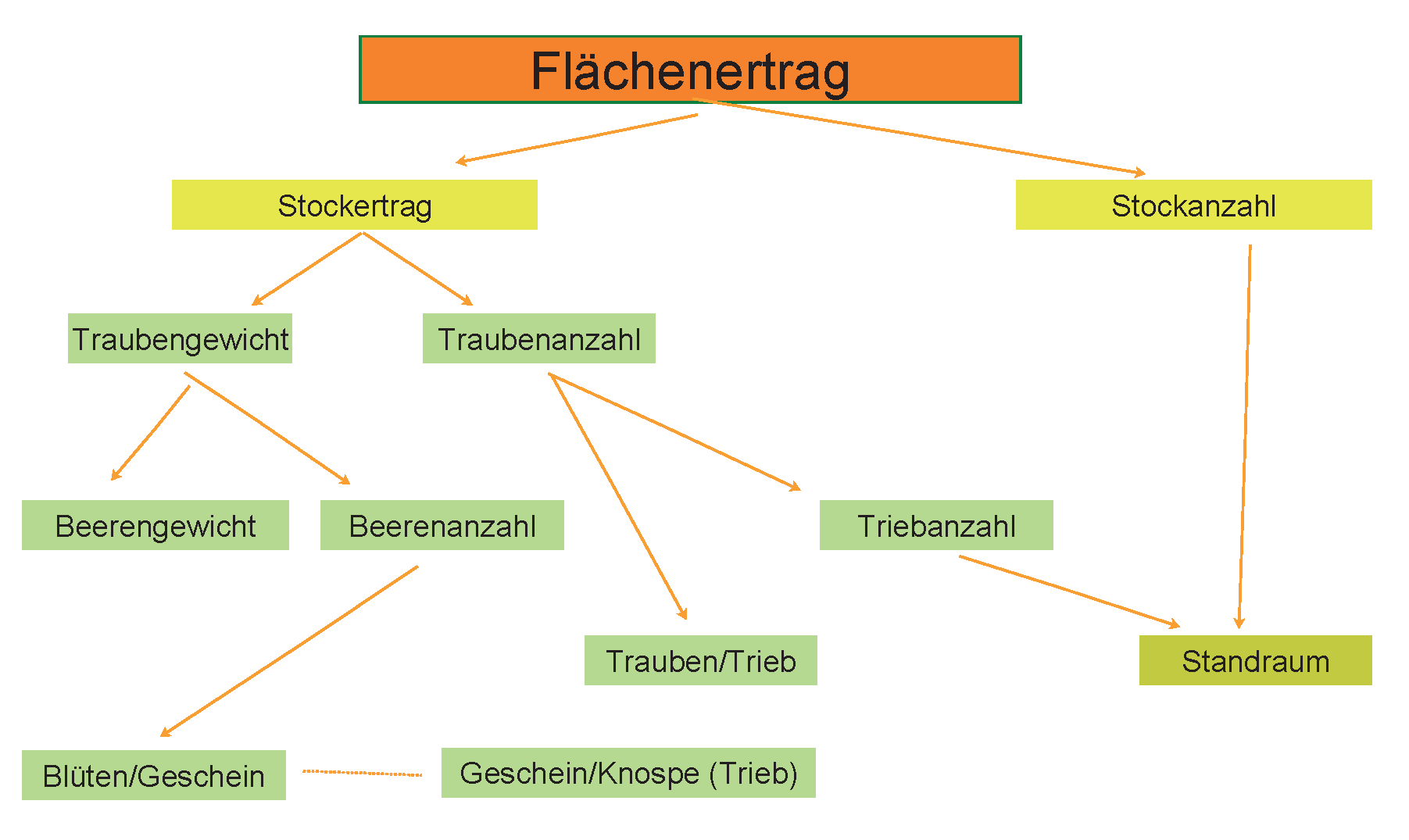
Faktoren die den Flächenertrag der Rebe beeinflussen – nach ALLEWELDT (Eichhorn 1971)

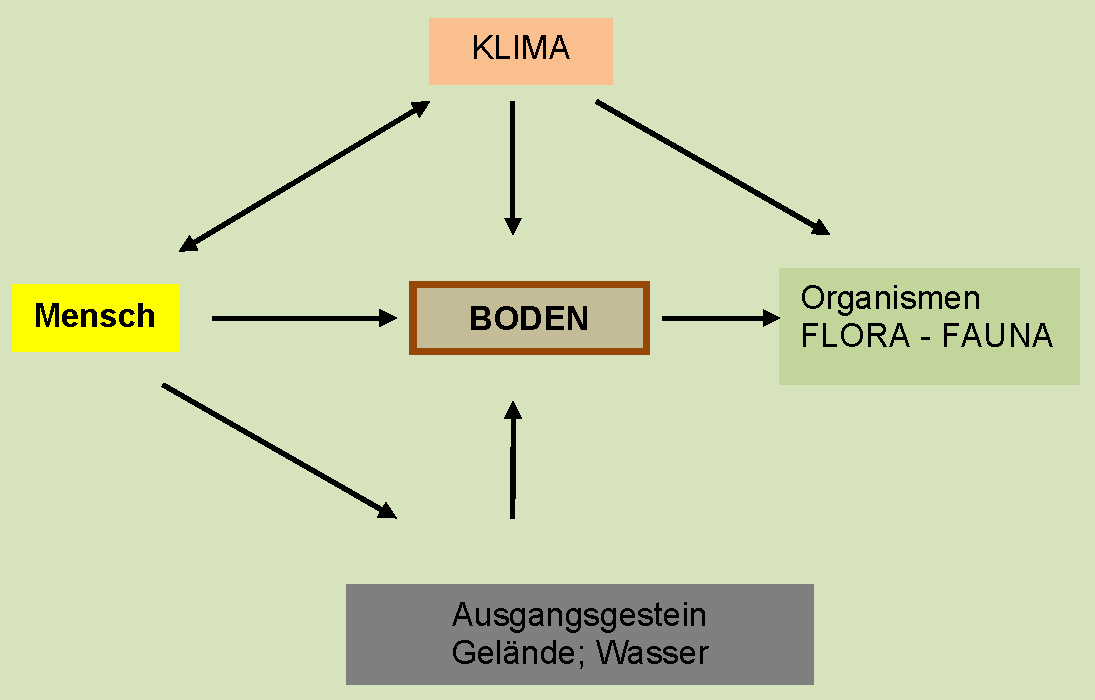
Auf die Entwicklung der Rebe einwirkende Standortfaktoren

Um zu verhindern, dass der Markt mit minderwertigen Qualitätsweinen überschwemmt wird, bestehen regionale, landesweite und EU-Richtlinien. Einerseits begrenzen diese Regelungen die erzeugte Weinmenge je Hektar und die in den Verkehr gebrachten Mengen an Qualitätswein. Diese müssen bestimmten Anforderungen entsprechen und werden einer chemischen und sensorischen Prüfung unterzogen. Zusätzlich unterstellen sich regionale Winzergruppen weiteren selbst auferlegten Regelungen, um die Qualität der regionalen Sorten und deren Weine zu fördern.
Diese Obergrenzen beinhalten in den meisten Fällen nur die Menge, welche von der Fläche als Qualitätswein vermarktet werden kann. Die Übermenge von der gleichen Fläche ist Wein (früher als Tafelwein bezeichnet). Die Grenzen werden je nach Land, Sorte und Weinbaugebiet verschieden hoch angesetzt.
Zu bemerken ist aber, dass nicht allein mit den Vorgaben einer Ertragsbegrenzung her eine bessere Qualität erzeugt wird. Dazu zählt eine Reihe von Maßnahmen die auf die Weinqualität Einfluss nehmen. Nicht zu vergessen ist dabei, dass auch die gesamte Weinverarbeitung erst das Produkt ergibt.
Neben der Sorte und einem Klon haben folgende Faktoren und Maßnahmen Einfluss auf Ertrag- und Qualität.

### Natürliche Faktoren

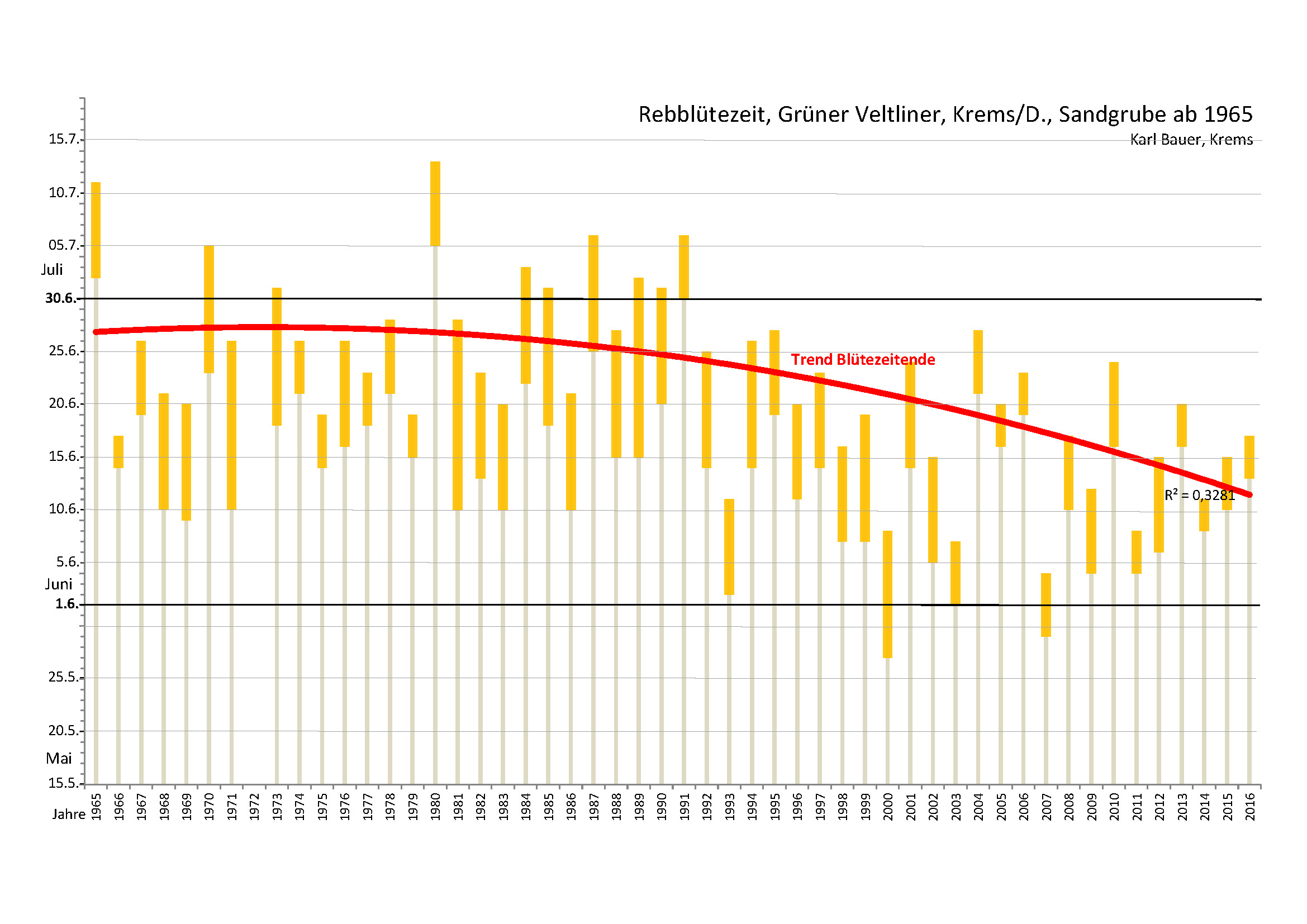
Verlauf der Rebblüte bei der Rebsorte Grüner Veltliner (Weinbauschule Krems, Sandgrube) ab 1965. In kühleren Anbaugebieten sind die jährlichen Schwankungen der Jahreswitterung im Frühjahr gut an den unterschiedlichen Zeiten der Rebblüte zu erkennen. Spätes Blühende ergibt auch im Herbst einen späteren Reifebeginn.

Sie ergeben sich aus den Standortfaktoren Klima, Lage und Boden, dem Terroir und können nicht beeinflusst werden.
- Die Witterung hat den größten Einfluss auf Qualität und Quantität der Trauben.
- Mitbestimmend ist die Vorjahreswitterung, die Ertragshöhe und die Holzreife (Reservestoffeinlagerung) im Vorjahr.
- Der Zeitpunkt der Rebblüte – ist ein wichtiger Indikator für die Traubenreife im Herbst.
- Der Witterungsverlauf bis zur Blüte, während der Blüte und nach dem Blühende bei der Beerengrößenentwicklung.
- Das Wärme- und Wasserangebot nach der Blüte und beim Weichwerden der Beeren. Reichliche Niederschläge nach der Blüte fördern die Größenentwicklung der Beeren und damit den Ertrag.

### Pflegemaßnahmen
Diese werden vom Winzer nach ihrer Notwendigkeit durchgeführt. Je nach Maßnahme kann auf Ertrag und Qualität der Trauben Einfluss genommen werden.
- Von den Pflegemaßnahmen hat die Ertragsregulierung (auch Traubenausdünnung) den stärksten Einfluss auf die Ertragshöhe und damit auch auf die Qualität. Sie wird üblicherweise mit den Laubarbeiten durchgeführt, womit auch mit dem Ausbrechen von schwachen Trieben die Anzahl der Trauben verringert wird.
- Der Rebschnitt hat nur einen begrenzenden Einfluss auf Ertrag und Qualität. Er hat wohl Auswirkung auf den Ertrag, ist aber auch ein Regler des Wachstums und der Triebverteilung des Rebstockes. Der Rebschnitt bedarf in der Vegetationszeit ergänzende Pflegemaßnahmen wie die Ertragsregulierung. Die Augenfruchtbarkeit wird, je nach Sorte und Klon, stark beeinflusst von der Ertragshöhe des Vorjahres, den Winter- und Frühjahrstemperaturen (Winter- und Spätfröste), der Knospenausreifung im Vorjahr und von der Jahreswitterung besonders während der Blütezeit.
- Mit der Bodenpflege wird das Wasser- und Nährstoffangebot beeinflusst und damit Wuchsstärke und Beerengröße. Eine Mengenregulation ist damit nicht möglich.
- Von der Düngung hat alleine die Stickstoffversorgung Einfluss auf die Wuchsstärke, Blattflächenentwicklung und auf den Ertrag. Im Mangel und Übermaß wirkt sich Stickstoff ungünstig auf Ertrag und Qualität aus. Eine jahrelange Unterversorgung kann neben mangelndem Ertrag zu Aminosäuremangel im Most, Gärstörungen und unangenehmen Alterungstönen (untypischer Alterungston – UTA) führen. Die Stickstoffdüngung ist nicht für die Ertragsregulierung geeignet
- Einfluss auf die Ertragsleistung hat auch das Alter des Rebstockes. Alte Rebstöcke liefern geringere Erträge und dadurch etwas bessere Traubenqualität, wenn diese nicht durch Schadfaktoren, z. B.: einem Krankheits- oder Schädlingsbefall, beeinflusst werden. Alte Rebstöcke verfügen über ein ausgedehntes und tiefgehendes Wurzelsystem. Sie können damit Stresssituationen, wie zum Beispiel „Trockenheit“, besser überbrücken. Alte Rebstöcke bringen nicht immer eine bessere Traubenreife, insbesondere dann, wenn die Rebstöcke unter Abbaukrankheiten leiden.